# Кальман-Леві
Кальма́н-Леві́ (фр. Calmann-Lévy) — видавництво, засноване в 1836 році родиною Кальман-Леві з Фальсбура (фр. Phalsbourg), департамент Мозель, Франція. Зараз «Кальман-Леві» входить у видавничу групу «Ашетт».

## Видавничий профіль
Головні напрямки діяльності видавництва — художня література та есеїстика.
Засновано декілька серій:
- «Traduit de»
- «Liberté de l'esprit»
- «Diaspora».

Видавництво публікує також книжки на такі теми: психоаналіз, дитяча література, сучасне суспільство, кіно, спорт, гуманітарні науки.

## Автори видавництва
Серед авторів видавництва багато видатних імен: Альфонс де Ламартін, Віктор Гюго, Оноре де Бальзак, Стендаль, Жорж Санд, Гюстав Флобер, Шарль Бодлер, Александр Дюма, Ґабріеле д'Анунціо, Луїджі Піранделло, Ернест Ренан, Анатоль Франс.
З сучасних авторів можна назвати таких, як Артюр Кестлер, Патриція Гайсміт, Нікола Юло, Донна Леон, Патриція Корнвелл, Галя Акерман та ін.